# Unione Sportiva Avellino 1912 2019-2020
Questa voce raccoglie le informazioni riguardanti l'Unione Sportiva Avellino 1912 nelle competizioni ufficiali della stagione 2019-2020.

## Stagione
Nella stagione 2019-2020 l'Avellino disputa il girone C del campionato di Serie C, un campionato non concluso, con otto partite ancora da giocare, sospeso alla fine di febbraio e omologato l'8 giugno 2020 dal Consiglio Federale, con i risultati ottenuti alla 30ª giornata. Tutto questo dovuto alla pandemia da Covid-19 che non ha lasciato scampo nemmeno al mondo del calcio, con molte gare disputate in stadi vuoti, e senza poter disputare tutto il programma. La squadra Irpina si è piazzata al decimo posto con 40 punti, ottenendo l'ultimo posto disponibile per accedere ai Play-off. Promossa diretta la Reggina che ha dominato il campionato, l'Avellino il primo luglio, dopo quattro mesi di sosta, disputa il primo turno dei Play-off, pareggiando (0-0) a Terni, ma a passare il turno è la Ternana meglio piazzata in campionato. La stagione dei biancoverdi è iniziata con il tecnico Giovanni Ignoffo che resta in carica fino a metà ottobre, dopo la sconfitta (3-1) di Pagani, l'Avellino passa a Ezio Capuano, con il quale conclude questa anomala stagione calcistica. Nella Coppa Italia di Serie C la squadra campana vince il girone I di qualificazione superando Bari e Paganese, nei sedicesimi di finale supera (2-1) la Cavese, mentre negli ottavi cede il passo alla Ternana, che si è imposta (0-1) al Partenio.

## Rosa
| N. |                      | Ruolo | Calciatore                                |
| -- | -------------------- | ----- | ----------------------------------------- |
| 1  | Italia (bandiera)    | P     | Alessandro Tonti                          |
| 2  | Croazia (bandiera)   | D     | Vedran Celjak                             |
| 3  | Italia (bandiera)    | D     | Mario Pecorella                           |
| 4  | Italia (bandiera)    | C     | Luca Palmisano                            |
| 5  | Argentina (bandiera) | D     | Santiago Morero (capitano)                |
| 6  | Italia (bandiera)    | D     | Walter Zullo                              |
| 7  | Italia (bandiera)    | C     | Alessandro Di Paolantonio (vice capitano) |
| 8  | Italia (bandiera)    | C     | Matteo Rossetti                           |
| 9  | Francia (bandiera)   | A     | Gabriel Charpentier                       |
| 10 | Italia (bandiera)    | A     | Daniele Ferretti                          |
| 11 | Italia (bandiera)    | A     | Diego Albadoro                            |
| 12 | Italia (bandiera)    | P     | Antonio Pizzella                          |
| 12 | Italia (bandiera)    | P     | Sabino Pellecchia                         |
| 13 | Italia (bandiera)    | D     | Francesco Bertolo                         |
| 14 | Svezia (bandiera)    | C     | Nermin Karić                              |
| 15 | Gambia (bandiera)    | D     | Fallou Njie                               |
| 16 | Italia (bandiera)    | C     | Simone De Marco                           |
| 17 | Italia (bandiera)    | C     | Alessandro Falco                          |
| 18 | Italia (bandiera)    | D     | Fabiano Parisi                            |
| 19 | Romania (bandiera)   | C     | Claudiu Micovschi                         |

| N. |                      | Ruolo | Calciatore            |
| -- | -------------------- | ----- | --------------------- |
| 20 | Argentina (bandiera) | D     | Julián Illanes        |
| 21 | Argentina (bandiera) | A     | Luis Alfageme         |
| 22 | Albania (bandiera)   | P     | Alessio Abibi         |
| 23 | Italia (bandiera)    | D     | Giuliano Laezza       |
| 24 | Italia (bandiera)    | C     | Tommaso Carbonelli    |
| 25 | Italia (bandiera)    | A     | Pio Migliaccio        |
| 25 | Italia (bandiera)    | C     | Nicolas Izzillo       |
| 27 | Italia (bandiera)    | D     | Sergio Saporito       |
| 27 | Italia (bandiera)    | P     | Andrea Dini           |
| 28 | Italia (bandiera)    | C     | Duilio Evangelista    |
| 29 | Italia (bandiera)    | C     | Marco Silvestri       |
| 30 | Italia (bandiera)    | A     | Salvatore Sandomenico |
| 31 | Italia (bandiera)    | A     | Demiro Pozzebon       |
| 32 | Italia (bandiera)    | D     | Mario Acampora        |
| 33 | Italia (bandiera)    | D     | Silvio Petrucci       |
| 33 | Italia (bandiera)    | C     | Vincenzo Garofalo     |
| 34 | Italia (bandiera)    | C     | Domenico Russo        |
| 35 | Italia (bandiera)    | C     | Mario Corcione        |
| 35 | Argentina (bandiera) | C     | Tomás Federico        |
| 37 | Italia (bandiera)    | C     | Agostino Rizzo        |

## Organigramma societario
Area direttiva
- Presidente: Claudio Mauriello (fino al 6 dicembre 2019), poi Luigi Izzo (fino al 2 marzo 2020), poi Angelo Antonio D'Agostino
- Vice Presidente: Gianandrea De Cesare (fino al 6 dicembre 2019), poi Nicola Circelli (fino al 2 marzo 2020)
- Amministratore Unico: Giovanni D'Agostino (dal 2 marzo 2020)
- Amministratore Delegato: Paola Luciano (dal 2 marzo 2020)
- Direttore Operativo: Luigi Carbone (fino al 6 dicembre 2019)
- Segretario Generale: Luigi Iuppa (fino al 6 dicembre 2019)
- Segretario Sportivo: Alberto Colarusso (fino al 6 dicembre 2019 e dal 12 febbraio 2020 fino al 2 marzo 2020)

Area comunicazione e marketing
- Direttore Marketing: Andrea Festa
- Addetto Stampa: Giuseppe Matarazzo

Area sportiva
- Direttore sportivo: Salvatore Di Somma (fino al 27 dicembre 2019), poi Carlo Musa (fino all'11 febbraio 2020), poi Salvatore Di Somma
- Team Manager: Christian Vecchia

Area tecnica
- Allenatore: Giovanni Ignoffo (fino al 16 ottobre 2019), poi Ezio Capuano
- Allenatore in seconda: Daniele Cinelli (fino al 16 ottobre 2019), poi Giuseppe Padovano
- Collaboratore tecnico: Daniele Cinelli (dal 16 ottobre 2019)
- Preparatore dei portieri: Angelo Pagotto
- Preparatore atletico: Giuseppe Di Mauro

Area sanitaria
- Responsabile sanitario: Antonio Bianco
- Medico sociale: Gennaro Esposito
- Fisioterapista: Alberto Ambrosone
- Massaggiatore: Alessandro Picariello

## Calciomercato

### Sessione estiva (dal 1º luglio al 2 settembre 2020)
| Acquisti         | Acquisti               | Acquisti       | Acquisti   |
| R.               | Nome                   | da             | Modalità   |
| ---------------- | ---------------------- | -------------- | ---------- |
| P                | Alessio Abibi          | KF Tirana      | definitivo |
| P                | Alessandro Tonti       | Como           | definitivo |
| D                | Vedran Celjak          | Sambenedettese | definitivo |
| D                | Julian Illanes Minucci | Fiorentina     | prestito   |
| D                | Giuliano Laezza        | Sicula Leonzio | definitivo |
| D                | Fallou Njie            | Genoa          | prestito   |
| D                | Silvio Petrucci        | Palermo        | definitivo |
| C                | Simone De Marco        | Casertana      | definitivo |
| C                | Nermin Karic           | Genoa          | prestito   |
| C                | Claudiu Micovschi      | Genoa          | prestito   |
| C                | Luca Palmisano         | SC Palazzolo   | definitivo |
| C                | Matteo Rossetti        | Torino         | prestito   |
| C                | Marco Silvestri        | Ligorna        | definitivo |
| A                | Diego Albadoro         |                | svincolato |
| Altre operazioni |                        |                |            |
| R.               | Nome                   | da             | Modalità   |
|                  |                        |                |            |

| Cessioni         | Cessioni            | Cessioni            | Cessioni      |
| R.               | Nome                | a                   | Modalità      |
| ---------------- | ------------------- | ------------------- | ------------- |
| P                | Aniello Viscovo     | Fano, via Crotone   | fine prestito |
| D                | Lorenzo Betti       | Taranto, via Foggia | definitivo    |
| D                | Matteo Dionisi      | Savoia              | definitivo    |
| C                | Francesco Buono     | Messina             | definitivo    |
| C                | Franco Da Dalt      | Turris              | definitivo    |
| C                | Kelvin Ewome Matute | Taranto             | definitivo    |
| C                | Alessio Tribuzzi    | Frosinone           | definitivo    |
| A                | Alessandro De Vena  | Giugliano           | definitivo    |
| A                | Ferdinando Sforzini | Cavese              | definitivo    |
| Altre operazioni |                     |                     |               |
| R.               | Nome                | a                   | Modalità      |
|                  |                     |                     |               |

### Sessione invernale (dal 2 gennaio al 31 gennaio 2020)
| Acquisti | Acquisti              | Acquisti       | Acquisti   |
| R.       | Nome                  | da             | Modalità   |
| -------- | --------------------- | -------------- | ---------- |
| P        | Andrea Dini           | Parma          | prestito   |
| D        | Francesco Bertolo     | Picerno        | definitivo |
| C        | Nicolas Izzillo       | Pisa           | prestito   |
| C        | Tomas Federico        | San Martin     | prestito   |
| C        | Vincenzo Garofalo     | Sambenedettese | definitivo |
| C        | Agostino Rizzo        | Livorno        | prestito   |
| A        | Salvatore Sandomenico | Cavese         | prestito   |
| A        | Daniele Ferretti      | Trapani        | definitivo |
| A        | Demiro Pozzebon       | Gozzano        | prestito   |

| Cessioni | Cessioni           | Cessioni                   | Cessioni   |
| R.       | Nome               | a                          | Modalità   |
| -------- | ------------------ | -------------------------- | ---------- |
| P        | Alessio Abibi      | Cavese                     | definitivo |
| P        | Antonio Pizzella   | Nocerina                   | prestito   |
| D        | Silvio Petrucci    | (rescissione di contratto) | svincolato |
| C        | Tommaso Carbonelli | Trastevere                 | prestito   |

## Risultati

### Serie C

#### Girone d'andata
| Arbitro: | De Santis (Lecce) |

|                                             |           |                                                                  |
| Albadoro 34’ Di Paolantonio 77’, 81’ (rig.) | Marcatori | 23’, 50’ Di Piazza 77’ Lodi 69’ Welbeck 72’ Mazzarani 75’ Bucolo |

| Arbitro: | Rutella (Enna) |

|  |           |              |
|  | Marcatori | 77’ Rossetti |

| Arbitro: | Bitonti (Bologna) |

|                         |           |  |
| Micovschi 28’ Karic 74’ | Marcatori |  |

| Arbitro: | Tremolada (Monza) |

|                                |           |                                              |
| Santaniello 24’ Sparacello 91’ | Marcatori | 5’ Charpentier 16’ Parisi 49’ Di Paolantonio |

| Arbitro: | Giaccaglia (Jesi) |

|  |           |              |
|  | Marcatori | 50’ A. Gatto |

| Arbitro: | Feliciani (Teramo) |

|  |           |           |
|  | Marcatori | 39’ Perez |

| Arbitro: | Longo (Paola) |

|                            |           |  |
| Russotto 52’ Addessi 90+3’ | Marcatori |  |

| Avellino 6 ottobre 2019, ore 15:00 CEST 8ª giornata | Avellino        | 0 – 0 referto | Rende | Stadio Partenio-Adriano Lombardi (3 500 spett.)\| Arbitro: \| Di Graci (Como) \| |
| Arbitro:                                            | Di Graci (Como) |               |       |                                                                                  |

| Arbitro: | N. Marini (Trieste) |

|                                  |           |                 |
| Scarpa 54’ Perri 87’ Calil 90+3’ | Marcatori | 15’ Charpentier |

| Arbitro: | Marcenaro (Genova) |

|                            |           |                 |
| Charpentier 9’ Illanes 73’ | Marcatori | 46’, 63’ Simeri |

| Arbitro: | Gualtieri (Asti) |

|  |           |                 |
|  | Marcatori | Charpentier 33’ |

| Arbitro: | Gariglio (Pinerolo) |

|                 |           |                |
| Charpentier 72’ | Marcatori | 64’, 69’ Denis |

| Arbitro: | Meraviglia (Pistoia) |

|                                      |           |                    |
| Favalli 23’ Nicastro 28’ Kanouté 77’ | Marcatori | 44’ Di Paolantonio |

| Arbitro: | Marchetti (Ostia Lido) |

|  |           |                             |
|  | Marcatori | 30’ Ferri Marini 37’ Murano |

| Arbitro: | D'Ascanio (Ancona) |

|                           |           |  |
| Starita 7’ D'Angelo 45+1’ | Marcatori |  |

| Arbitro: | Fiero (Pistoia) |

|                                                  |           |            |
| De Paoli 3’ (aut.) Micovschi 14’ Charpentier 18’ | Marcatori | 27’ Zanchi |

| Arbitro: | Colombo (Como) |

|  |           |              |
|  | Marcatori | 5’ Micovschi |

| Arbitro: | Pashuku (Albano Laziale) |

|                                          |           |              |
| Parisi 14’ Albadoro 90+1’ Alfageme 90+5’ | Marcatori | 33’ Scardina |

| Arbitro: | Santoro (Messina) |

|  |           |                               |
|  | Marcatori | 27’ Parisi 49’ Di Paolantonio |

#### Girone di ritorno
| Arbitro: | Paterna (Teramo) |

|                              |           |           |
| Curiale 45’ Sarno 83’, 90+4’ | Marcatori | 40’ Zullo |

| Arbitro: | Kumara (Verona) |

|              |           |               |
| Parisi 45+3’ | Marcatori | 19’ Petermann |

| Arbitro: | Tremolada (Monza) |

|               |           |  |
| Bombagi 90+1’ | Marcatori |  |

| Arbitro: | Angelucci (Foligno) |

|               |           |             |
| Micovschi 42’ | Marcatori | 49’ Kosovan |

| Arbitro: | Di Graci (Como) |

|                  |           |                           |
| A. Montero 45+2’ | Marcatori | 40’ (rig.) Di Paolantonio |

| Arbitro: | Ricci (Firenze) |

|             |           |                      |
| Zenuini 41’ | Marcatori | 90+4’ Di Paolantonio |

| Avellino 16 febbraio 2020, ore 17:30 CET 26ª giornata | Avellino           | 0 – 0 referto | Cavese | Stadio Partenio-Adriano Lombardi (3000 spett.)\| Arbitro: \| Marcenaro (Genova) \| |
| Arbitro:                                              | Marcenaro (Genova) |               |        |                                                                                    |

| Arbitro: | Repace (Perugia) |

|  |           |              |
|  | Marcatori | 81’ Garofalo |

| Arbitro: | Bitonti (Bologna) |

|              |           |  |
| Albadoro 67’ | Marcatori |  |

| Arbitro: | Cudini (Fermo) |

|                            |           |              |
| Antenucci 30’ Perrotta 50’ | Marcatori | 75’ Albadoro |

| Arbitro: | Zufferli (Udine) |

|                                 |           |  |
| Albadoro 12’ Di Paolantonio 87’ | Marcatori |  |

| Reggio Calabria 15 marzo 2020, ore CET 31ª giornata | Reggina | – Campionato concluso a causa della pandemia da COVID-19. | Avellino | Stadio Oreste Granillo |

| Avellino 22 marzo 2020, ore CET 32ª giornata | Avellino | – | Catanzaro | Stadio Partenio-Adriano Lombardi |

| Potenza 25 marzo 2020, ore CEST 33ª giornata | Potenza | – | Avellino | Stadio Alfredo Viviani |

| Avellino 29 marzo 2020, ore CET 34ª giornata | Avellino | – | Casertana | Stadio Partenio-Adriano Lombardi |

| Rieti 4 aprile 2020, ore CEST 35ª giornata | Rieti | – | Avellino | Stadio Centro d'Italia-Manlio Scopigno |

| Avellino 11 aprile 2020, ore CEST 36ª giornata | Avellino | – | Viterbese Castrense | Stadio Partenio-Adriano Lombardi |

| Lentini 19 aprile 2020, ore CEST 37ª giornata | Sicula Leonzio | – | Avellino | Sicula Trasporti Stadium-Stadio Angelino Nobile |

| Avellino 25 aprile 2020, ore CEST 38ª giornata | Avellino | – | Monopoli | Stadio Partenio-Adriano Lombardi |

### Play-off

#### Prima Fase a gironi
| Terni 1 luglio 2020, ore 20:30 CEST Primo Turno | Ternana              | 0 – 0 referto | Avellino | Stadio Libero Liberati (0 spett.)\| Arbitro: \| Meraviglia (Pistoia) \| |
| Arbitro:                                        | Meraviglia (Pistoia) |               |          |                                                                         |

### Coppa Italia Serie C

#### Fase a gironi
| 11 agosto 2019 Fase a gironi - 1ª giornata |  | – (turno di riposo) |  |  |

| Arbitro: | Acanfora (Castellammare di Stabia) |

|                            |           |                        |
| Diop 43’ (rig.) Mattia 68’ | Marcatori | 6’ Alfageme 63’ Celjak |

| Arbitro: | Costanza (Agrigento) |

|                           |           |  |
| Di Paolantonio 52’ (rig.) | Marcatori |  |

#### Fase a eliminazione diretta
| Arbitro: | Garofalo (Torre del Greco) |

|                                   |           |               |
| Alfageme 44’ Micovschi 84’ (rig.) | Marcatori | 19’ El Ouazni |

| Arbitro: | Maranesi (Ciampino) |

|  |           |           |
|  | Marcatori | 84’ Nesta |

## Statistiche
Statistiche aggiornate all'8 marzo 2020.
| Competizione         | Punti  | In casa | In casa | In casa | In casa | In casa | In casa | In trasferta | In trasferta | In trasferta | In trasferta | In trasferta | In trasferta | Totale | Totale | Totale | Totale | Totale | Totale | D.R. |
| Competizione         | Punti  | G       | V       | N       | P       | GF      | GS      | G            | V            | N            | P            | GF           | GS           | G      | V      | N      | P      | GF     | GS     | D.R. |
| -------------------- | ------ | ------- | ------- | ------- | ------- | ------- | ------- | ------------ | ------------ | ------------ | ------------ | ------------ | ------------ | ------ | ------ | ------ | ------ | ------ | ------ | ---- |
| Serie C              | 40     | 15      | 5       | 5       | 5       | 19      | 18      | 15           | 6            | 2            | 7            | 15           | 20           | 30     | 11     | 7      | 12     | 34     | 37     | -3   |
| Coppa Italia Serie C | Ottavi | 3       | 2       | 0       | 1       | 3       | 2       | 1            | 0            | 1            | 0            | 2            | 2            | 4      | 2      | 1      | 1      | 5      | 4      | +1   |
| Totale               | 40     | 18      | 7       | 5       | 6       | 21      | 20      | 16           | 6            | 3            | 7            | 17           | 22           | 34     | 13     | 8      | 13     | 39     | 41     | -2   |

### Andamento in campionato
| Giornata  | 1  | 2  | 3 | 4 | 5 | 6  | 7  | 8  | 9  | 10 | 11 | 12 | 13 | 14 | 15 | 16 | 17 | 18 | 19 | 20 | 21 | 22 | 23 | 24 | 25 | 26 | 27 | 28 | 29 | 30 | 31 | 32 | 33 | 34 | 35 | 36 | 37 | 38 |
| --------- | -- | -- | - | - | - | -- | -- | -- | -- | -- | -- | -- | -- | -- | -- | -- | -- | -- | -- | -- | -- | -- | -- | -- | -- | -- | -- | -- | -- | -- | -- | -- | -- | -- | -- | -- | -- | -- |
| Luogo     | C  | T  | C | T | C | C  | T  | C  | T  | C  | T  | C  | T  | C  | T  | C  | T  | C  | T  | T  | C  | T  | C  | T  | T  | C  | T  | C  | T  | C  | T  | C  | T  | C  | T  | C  | T  | C  |
| Risultato | P  | V  | V | V | P | P  | P  | N  | P  | N  | V  | P  | P  | P  | P  | V  | V  | V  | V  | P  | N  | P  | N  | N  | N  | N  | V  | V  | P  | V  |    |    |    |    |    |    |    |    |
| Posizione | 20 | 13 | 9 | 5 | 8 | 10 | 12 | 12 | 14 | 15 | 13 | 14 | 14 | 14 | 16 | 16 | 14 | 11 | 9  | 11 | 11 | 12 | 15 | 14 | 14 | 13 | 12 | 10 | 12 | 10 |    |    |    |    |    |    |    |    |

Fonte:  Serie C - Girone C, su calcio.com.
Legenda:

Luogo: C = Casa; T = Trasferta. Risultato: V = Vittoria; N = Pareggio; P = Sconfitta.